# Yoshida Makito
Makito Yoshida (吉田 眞紀人 (Cát-Điền Chân-Kỷ-Nhân) Yoshida Makito, sinh ngày 20 tháng 10 năm 1992) là một cầu thủ bóng đá người Nhật Bản thi đấu cho JEF United Chiba.

## Thống kê sự nghiệp
Cập nhật đến ngày 6 tháng 1 năm 2018.
| Câu lạc bộ          | Mùa giải | Giải vô địch | Giải vô địch | Cúp1    | Cúp1      | Cúp Liên đoàn2 | Cúp Liên đoàn2 | Châu lục3 | Châu lục3 | Tổng    | Tổng      |
| Câu lạc bộ          | Mùa giải | Số trận      | Bàn thắng    | Số trận | Bàn thắng | Số trận        | Bàn thắng      | Số trận   | Bàn thắng | Số trận | Bàn thắng |
| ------------------- | -------- | ------------ | ------------ | ------- | --------- | -------------- | -------------- | --------- | --------- | ------- | --------- |
| Nagoya Grampus      | 2011     | 5            | 0            | 2       | 0         | 0              | 0              | 5         | 0         | 12      | 0         |
| Nagoya Grampus      | 2012     | 2            | 0            | 0       | 0         | 1              | 1              | 1         | 0         | 4       | 1         |
| Matsumoto Yamaga FC | 2013     | 1            | 0            | -       | -         | -              | -              | -         | -         | 1       | 0         |
| Mito HollyHock      | 2014     | 31           | 11           | -       | -         | -              | -              | -         | -         | 31      | 11        |
| Mito HollyHock      | 2015     | 29           | 4            | 1       | 0         | -              | -              | -         | -         | 30      | 4         |
| JEF United Chiba    | 2016     | 27           | 3            | 1       | 0         | -              | -              | -         | -         | 28      | 3         |
| JEF United Chiba    | 2017     | 1            | 0            | -       | -         | -              | -              | -         | -         | 1       | 0         |
| FC Machida Zelvia   | 2017     | 28           | 3            | 1       | 0         | -              | -              | -         | -         | 29      | 3         |
| Tổng                | Tổng     | 124          | 21           | 5       | 0         | 1              | 1              | 6         | 0         | 136     | 22        |

1Bao gồm Cúp Hoàng đế Nhật Bản.
2Bao gồm J. League Cup.
3Bao gồm Giải vô địch bóng đá các câu lạc bộ châu Á.